# Schloss Alteglofsheim

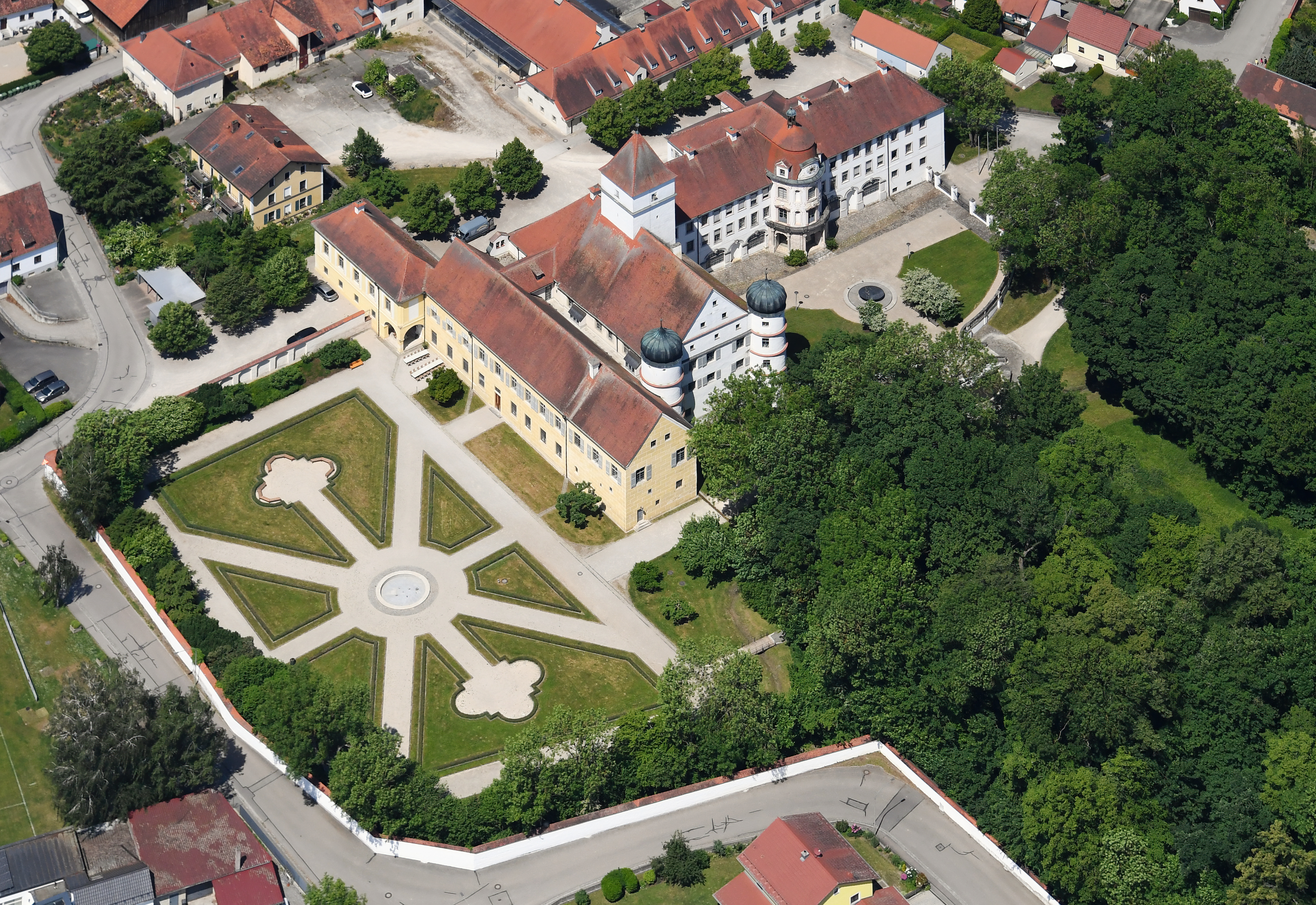
Schloss Alteglofsheim von Südosten aus der Luft gesehen

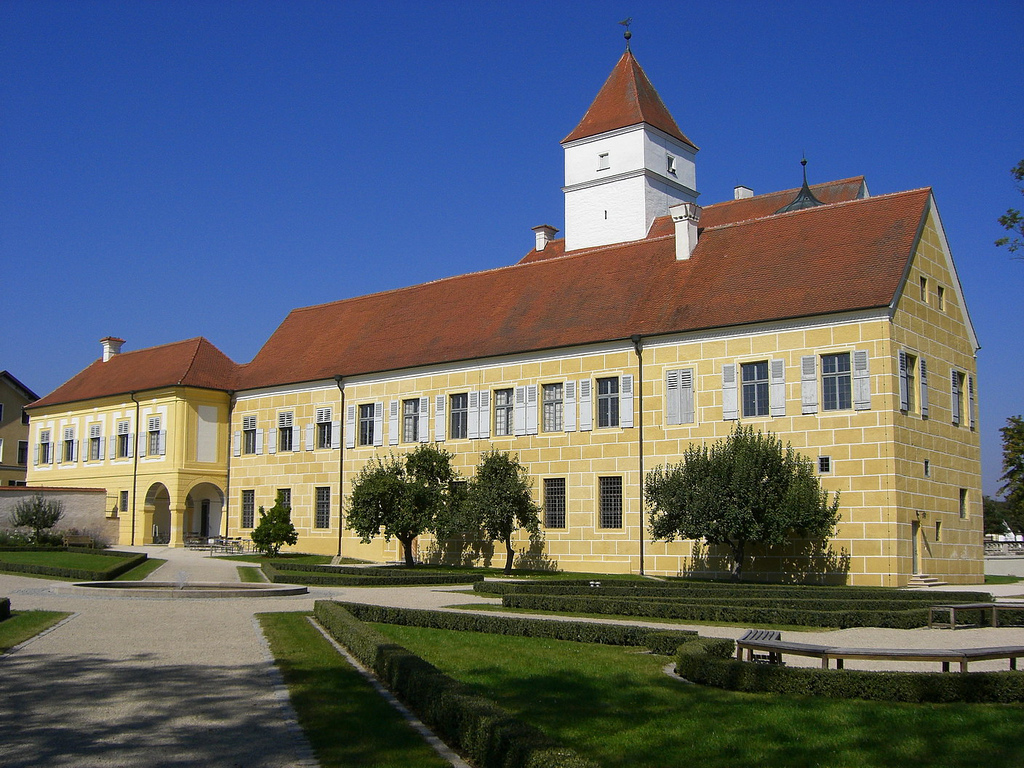
Außenansicht von Schloss Alteglofsheim

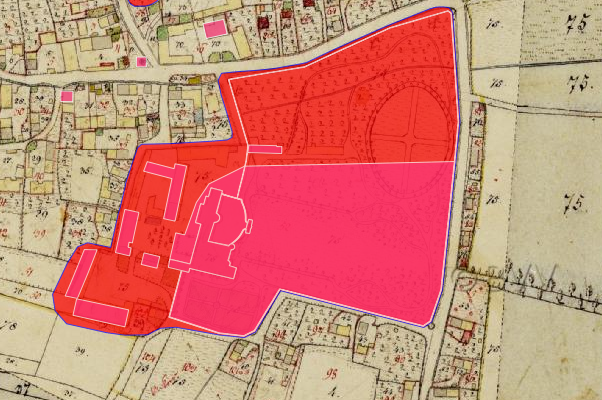
Lageplan von Schloss Alteglofsheim auf dem Urkataster von Bayern

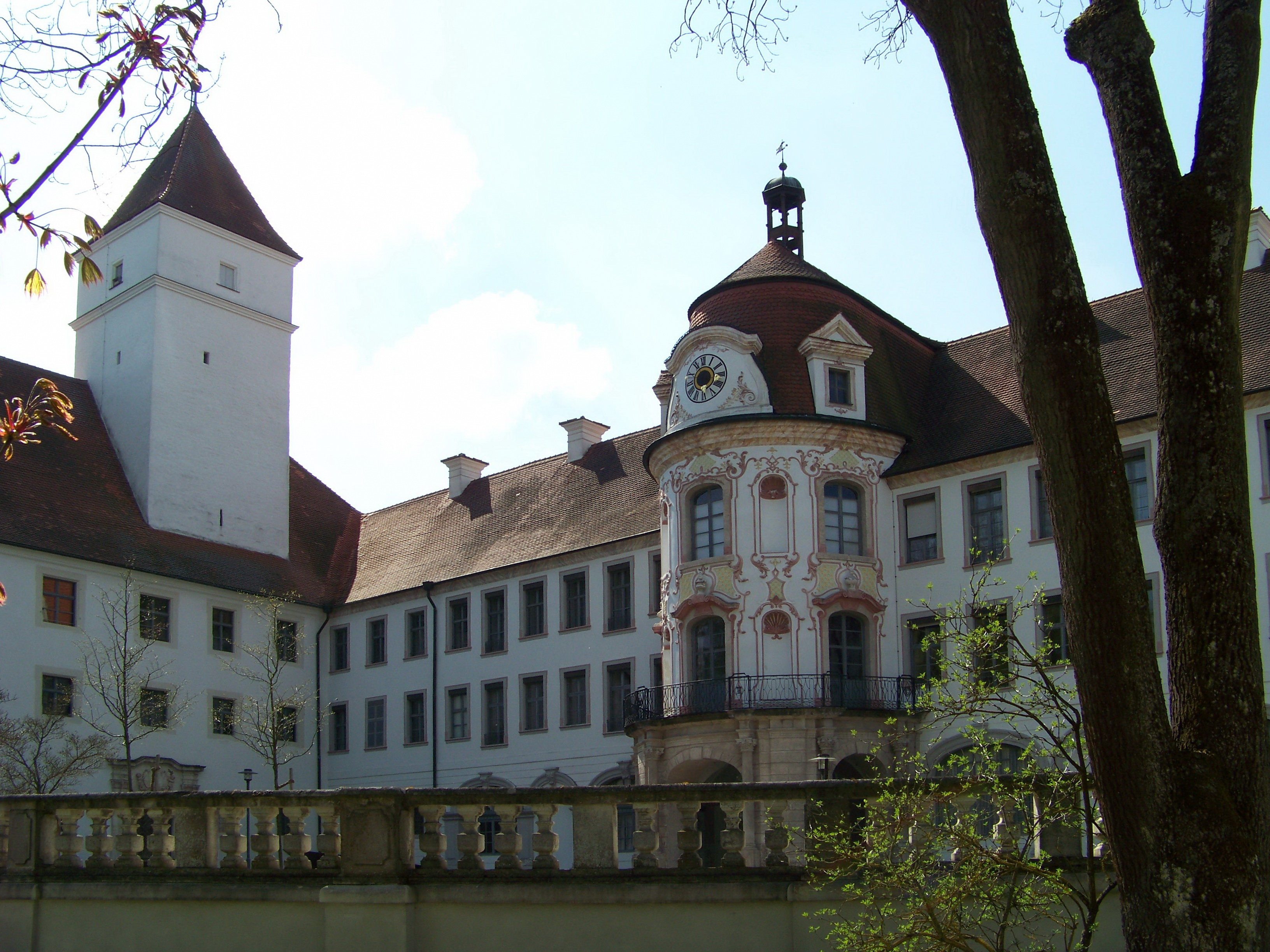
Schlosshof

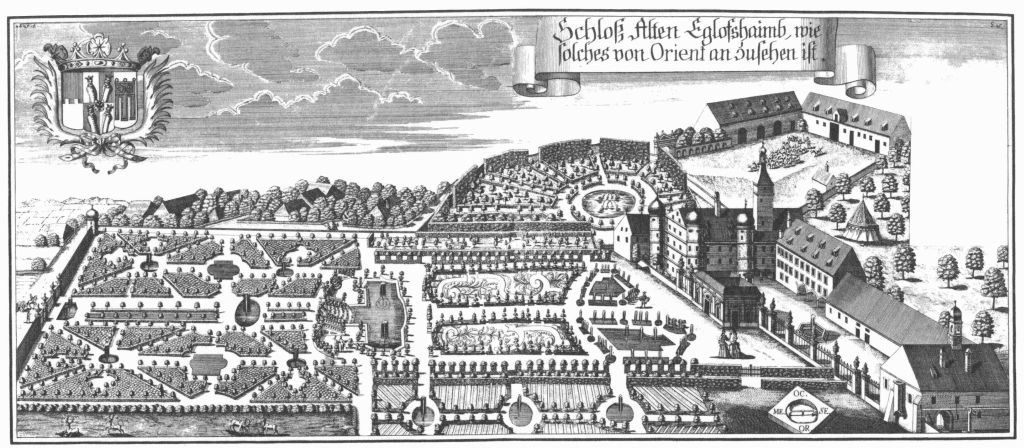
Schloss Alteglofsheim nach einem Kupferstich von Michael Wening von 1721

Das Schloss Alteglofsheim liegt in der gleichnamigen oberpfälzischen Gemeinde Alteglofsheim im Landkreis Regensburg in Bayern. Die Anlage ist unter der Aktennummer D-3-75-113-1 als denkmalgeschütztes Baudenkmal von Alteglofsheim verzeichnet. „Archäologische Befunde und Funde im Bereich des Schlosses Alteglofsheim mit dazugehöriger Kapelle St. Maria, Ökonomie und Gartenanlage, ehemals mittelalterliche Burg“ werden zudem als Bodendenkmal unter der Aktennummer D-3-7039-0658 geführt.
Der stattliche ehemalige Herrensitz, der auf eine hochmittelalterliche Burganlage, das Castrum Egelofsheim aus dem Jahr 1240, zurückgeht, liegt innerhalb des Dorfes etwas von der Hauptstraße entfernt.

## Geschichte
Der Name stammt vom Geschlecht der Eglofsheimer. Seit dem 10. Jahrhundert gab es hier eine Wasserburg mit einer dazugehörigen Hofmark. Die Burg wurde im Laufe der Jahrhunderte öfter um- und ausgebaut. Von 1480 bis (mindestens) 1573 waren die Freiherrn von Parsberg Besitzer von Burg und Hofmark Alteglofsheim (zuletzt: Ottheinrich von Parsberg zu Alteglofsheim, † 1573). 1659 brachte Johann Georg Freiherr von Königsfeld Gut Alteglofsheim käuflich an sich. 1685 wurde er Reichsgraf. Michael Wening berichtet über ihn, er habe „das Geschloß um einen neuen Trakt erweitert und mit Bauzierlichkeiten, mit gefälligen Malereien und anderen köstlichen Raritäten wohl eingerichtet und herausgeputzt“.
Er überließ das Gut testamentarisch 1694 seinem Enkel Hans Georg Joseph Anton Maria Graf von Königsfeld. Dieser war Staats- und Konferenzminister des Kurfürsten Karl Albrecht und Erster Minister während dessen Zeit als Kaiser. Er ließ 1728 bis 1734 das Schloss noch einmal beträchtlich ausbauen und neu ausstatten. Sein Nachfolger Graf Christian Johann August von Königsfeld, kurfürstlicher Gesandter in Wien, baute 1780 den Nordflügel des Schlosses mit dem prunkvollen Speisesaal (Ovalsaal). 1810 erlosch das Geschlecht der Königsfelder. Es folgten als Besitzer die Freiherrn von Cetto, 1835 erwarb Fürst Maximilian Karl von Thurn und Taxis das Schloss. Die Fürsten von Thurn und Taxis verkauften es 1939 an einen Pfarrer, später kam es an seine Haushälterin.
Kriegs- und Nachkriegszeit führten zu einer Zweckentfremdung des Schlosses, das immer mehr verfiel. 1973 erwarb es der Freistaat Bayern und stellte es 1980 der Universität Regensburg zur Verfügung. 1989 wurde das Schloss als Standort für die dritte bayerische Musikakademie festgelegt. Mit den Bauarbeiten begann man 1992. Im Juni 1999 nahm die Musikakademie hier ihren Betrieb auf. Das Schloss konnte nach den sich auf 55 Millionen Mark beziffernden Umbauten und Renovierungen im September 2000 durch Kultusminister Hans Zehetmair seiner neuen Bestimmung übergeben werden. Die im Frühjahr 2002 abgeschlossene Sanierung des Schlossparks kostete weitere 1,3 Millionen Mark. Eine Besichtigung des Schlosses ist nur für Gruppen nach Voranmeldung möglich.

## Baubeschreibung
Der spätgotische Anlagenkern mit dem 35 Meter hohen Bergfried im Westen stammt aus dem Anfang des 14. Jahrhunderts. Er überragt den hohen Giebel eines Baukörpers mit zwei runden Flankentürmchen des frühen 17. Jahrhunderts. Um 1680 lehnte man daran im Süden einen Trakt mit der zweischiffigen Kapelle im Untergeschoss. Um 1730 wurde er nach Westen verlängert, nachdem man im rechten Winkel zu ihm den von Süden nach Norden orientierten Flügel begonnenen hatte.
Das Stiegenhaus im alten Trakt wurde um 1730 im Stil des Rokoko ausgestattet. Hier befand sich das von Stuck umrahmte, später zerstörte Deckenfresko von Nikolaus Gottfried Stuber, das den Götterhimmel darstellte. François de Cuvilliés der Ältere war Mitgestalter des Hauptgeschosses, von dessen beiden Erkerzimmern eines neben Bandelwerkstuck ein Gemälde Endymion und Diana von Cosmas Damian Asam besitzt. Im folgenden Saal befinden sich mehrere Deckengemälde, dessen mittleres das Urteil des Paris zum Thema hat.

## Die Schönen Zimmer
An der Südseite befinden sich die acht so genannten Schönen Zimmer: Empfangssaal, Audienzzimmer, Schlafzimmer, Kabinett, Salon, Bibliothek, Speisezimmer und Teekabinett. Alle Räume haben elegante Stuckdecken, die von Cuvilliés entworfen und von Johann Baptist Zimmermann gestaltet wurden.
Das Deckengemälde des Roten Zimmers zeigt Hermes, der Jupiter und Jo das Haupt des Argos bringt, das Grüne Zimmer die Göttin Venus, die Amor einschläfert, aufweckt und mit einem Köcher ausrüstet. 

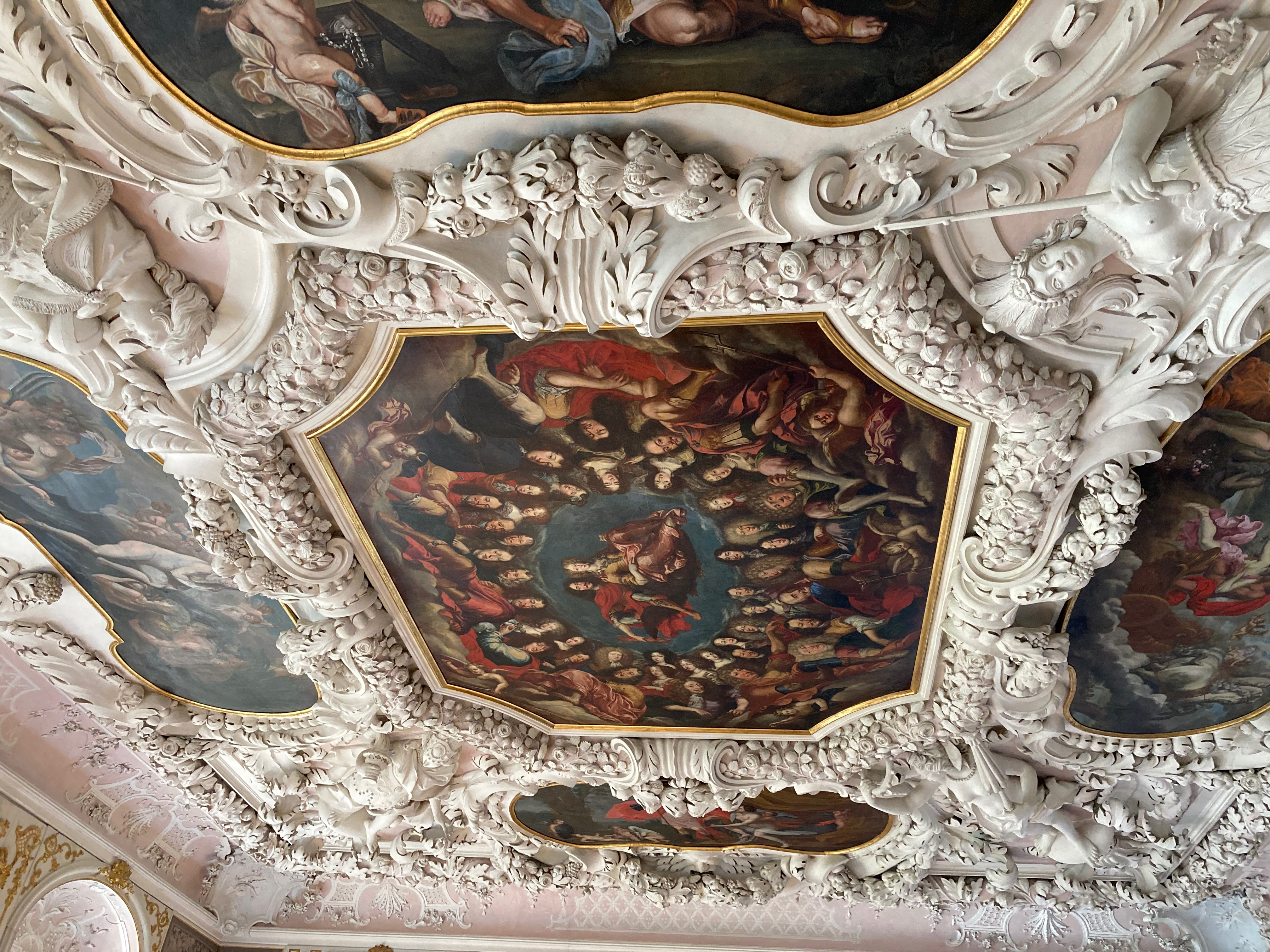
Stuckdecke Kaisersaal

## Tafelzimmer, Kaisersaal
Die Decke des Kaisersaals ist das letzte noch erhaltene profane Werk des Stuckateurs Giovanni Battista Carlone. Die vier Figuren stehen für die vier Erdteile Europa, Asien, Amerika und Afrika, sie symbolisieren den damaligen weltumfassenden Herrschaftsanspruch des Hauses Österreich.
Mittelpunkt der Deckengestaltung ist das Jakob Heybel zugeschriebene Tafelbild, das Kaiser Leopold I. und seine Gemahlin Eleonore als Jupiter und Juno auf einem Adler sitzend und von den übrigen Reichsfürsten, Familienmitgliedern des Hauses Habsburg und den Adeligen, die sich im Kampf gegen die Türken vor Wien 1683 besonders hervorgetan haben, u. a. der französische König Ludwig XIV. umgeben. Auf vier kleineren Gemälden sind die Geburt der Venus, Venus und Mars, Boreas und Orithya sowie Rinaldo und Armida zu sehen.

## Asam-Salettl

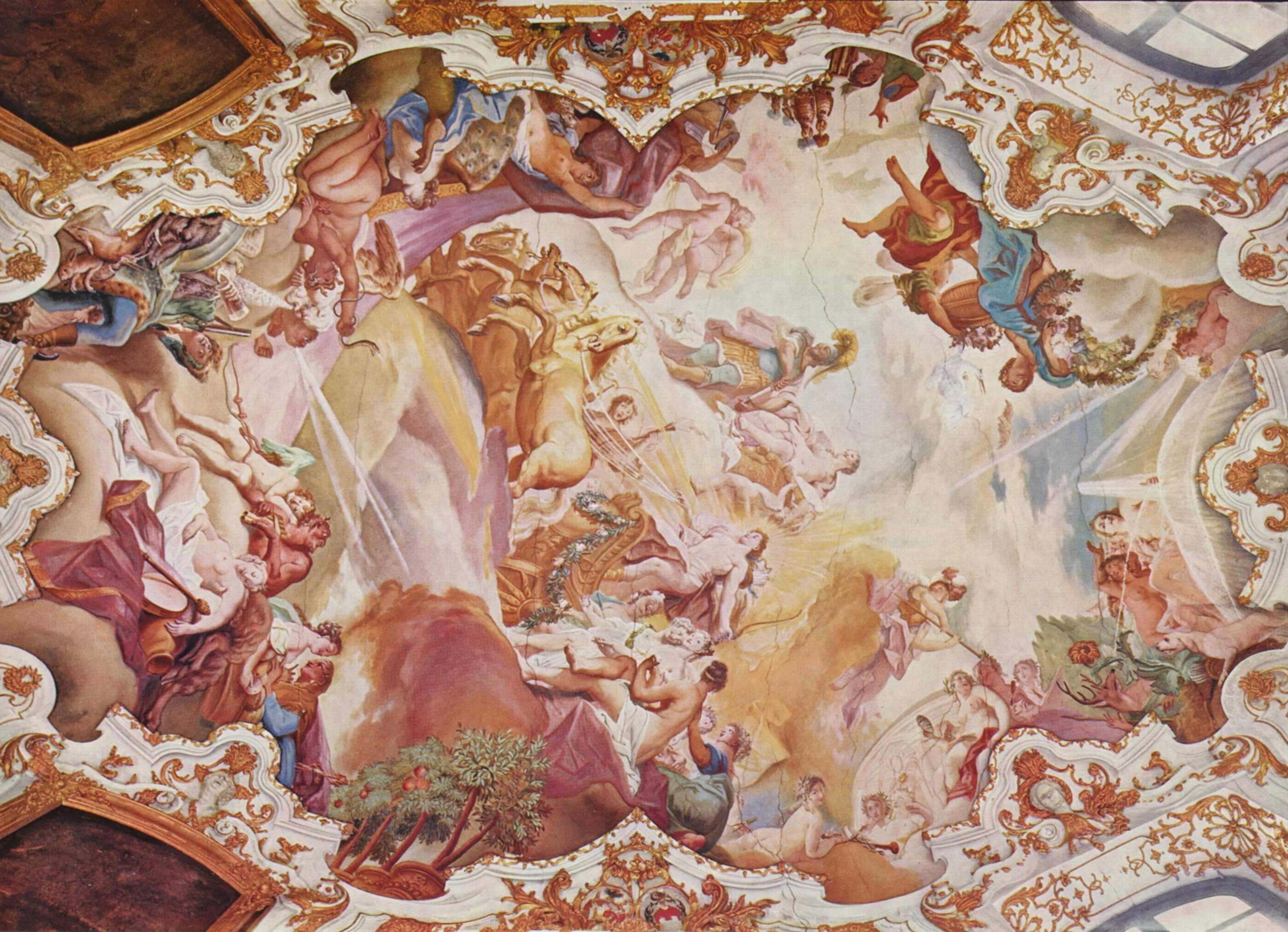
Das Deckenfresko von Cosmas Damian Asam

Im nördlichen Trakt befindet sich der von den Brüdern Asam gestaltete zweigeschossige Ovalsaal (Asam-Salettl), in den ein festliches Treppenhaus führt. Über üppigem Dekorationsschmuck und Gemälden mit Stillleben und Jagdstücken erhebt sich Cosmas Damian Asams Deckengemälde mit Apoll auf dem Sonnenwagen. Vor ihm fliehen die Mächte der Nacht, über ihm sind Mars und Venus zu sehen. Am Rand des Bildes hat sich Asam selbst als Jäger mit einem erhobenen Glas Bier verewigt.